# Coopérative des femmes pour la production, la transformation et la commercialisation des produits agricoles de la Marahoué Côte d'Ivoire
 (mai 2022).
 (mai 2022).
 (mai 2022).
Si vous disposez d'ouvrages ou d'articles de référence ou si vous connaissez des sites web de qualité traitant du thème abordé ici, merci de compléter l'article en donnant les références utiles à sa vérifiabilité et en les liant à la section « Notes et références ».
 (mai 2022).
La mise en forme du texte ne suit pas les recommandations de Wikipédia : il faut le « wikifier ».
Les points d'amélioration suivants sont les cas les plus fréquents. Le détail des points à revoir est peut-être précisé sur la page de discussion.
- Les titres sont pré-formatés par le logiciel. Ils ne sont ni en capitales, ni en gras.
- Le texte ne doit pas être écrit en capitales (les noms de famille non plus), ni en gras, ni en italique, ni en « petit »…
- Le gras n'est utilisé que pour surligner le titre de l'article dans l'introduction, une seule fois.
- L'italique est rarement utilisé : mots en langue étrangère, titres d'œuvres, noms de bateaux, etc.
- Les citations ne sont pas en italique mais en corps de texte normal. Elles sont entourées par des guillemets français : « et ».
- Les listes à puces sont à éviter, des paragraphes rédigés étant largement préférés. Les tableaux sont à réserver à la présentation de données structurées (résultats, etc.).
- Les appels de note de bas de page (petits chiffres en exposant, introduits par l'outil «  Source ») sont à placer entre la fin de phrase et le point final[comme ça].
- Les liens internes (vers d'autres articles de Wikipédia) sont à choisir avec parcimonie. Créez des liens vers des articles approfondissant le sujet. Les termes génériques sans rapport avec le sujet sont à éviter, ainsi que les répétitions de liens vers un même terme.
- Les liens externes sont à placer uniquement dans une section « Liens externes », à la fin de l'article. Ces liens sont à choisir avec parcimonie suivant les règles définies. Si un lien sert de source à l'article, son insertion dans le texte est à faire par les notes de bas de page.
- La présentation des références doit suivre les conventions bibliographiques. Il est recommandé d'utiliser les modèles {{Ouvrage}}, {{Chapitre}}, {{Article}}, {{Lien web}} et/ou {{Bibliographie}}. Le mode d'édition visuel peut mettre en forme automatiquement les références.
- Insérer une infobox (cadre d'informations à droite) n'est pas obligatoire pour parachever la mise en page.

Pour une aide détaillée, merci de consulter Aide:Wikification.
Si vous pensez que ces points ont été résolus, vous pouvez retirer ce bandeau et améliorer la mise en forme d'un autre article.
La COOP. CA-COVIMA est une société coopérative agricole de développement rural ivoirienne créée en juillet 2005. Composée majoritairement de femmes (98%), le siège social de la coopérative est basé à Bouaflé, dans la région de la Marahoué, au centre de la Côte d'Ivoire.  

## Historique

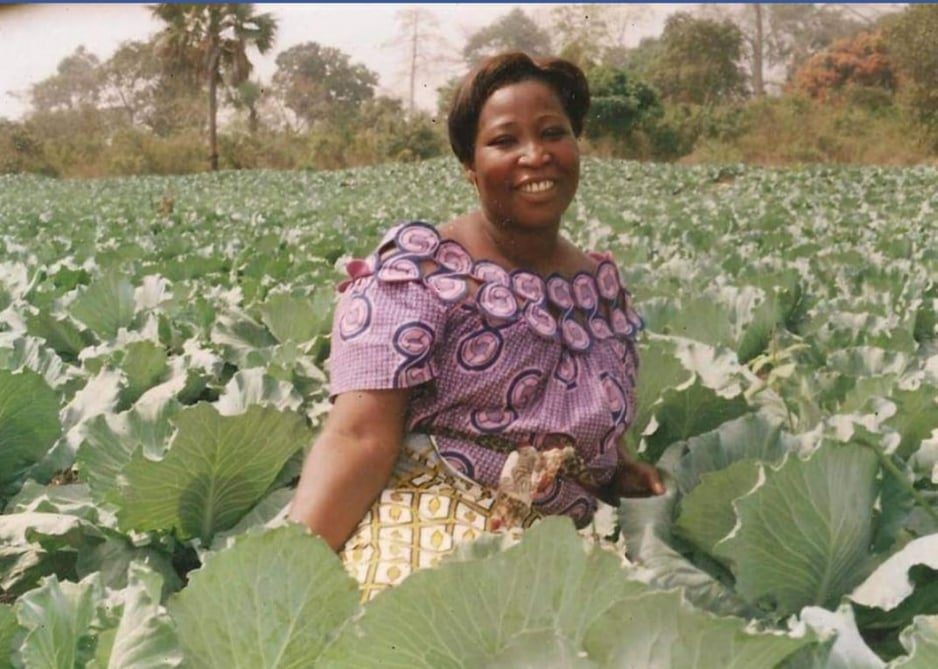
La PCA dans le champ de chou de la COVIMA en 2007

La COVIMA entame ses activités le 05 juillet 2005 à Bouaflé sous le numéro d’Agrément N°59/13.1.2.2 du 26 juillet 2005 et parue au Journal Officiel N°39 du 29 septembre 2005. Son siège social est à Bouaflé. Historiquement spécialisée dans la production, la transformation et la commercialisation de produits vivriers de la région de la Marahoué, la coopérative a, depuis 2014, ouvert ses activités aux produits agricoles de rentes (Café-Cacao, Noix de cajou) afin de valoriser l'ensemble des productions agricoles issues de ses différentes sections de la région de la Marahoué, Côte d'Ivoire. Avec l’évolution des normes OHADA, elle a changé de statut depuis le 08 août 2014 avec le N° RSC du siège : CI-BFL-2014 C72 journal officiel N°14911 du mardi 19 août 2014 et est devenue société coopérative avec conseil d’administration, coopérative des femmes pour la production, la transformation et la commercialisation du vivrier, du café-cacao et de l'anacarde de la Marahoué.
Depuis 2014, les activités de la coopératives se sont diversifiées et s'étendent désormais à d'autres filières agricoles : Café-cacao ; Noix de Cajou ; élevage, etc. 
| Périodes        | Juillet 2005          | Aout 2014                                           | Septembre 2014                         | 2015                                                                                                  | 2017                              | 2021 |
| --------------- | --------------------- | --------------------------------------------------- | -------------------------------------- | --- | --------------------------------- | --- |
| Faits marquants | Création de la COVIMA | Changement de statut en société coopérative (SCOOP) | Mise en place de la filière Café-cacao | Certification UTZ - Cacao certifié UTZ - Mise en place de partenariats avec les exportateurs de cacao | Mise en place de la filière Cajou | Mise en place de la filière élevage et développement d'unités de transformation locale - Mise en place de fermes: Volaille et Porcine - Production de plaquettes de chocolat à base de fèves de cacao certifiées UTZ; - Cacahouètes de cajou |

En 2021, la coopérative compte officiellement 2776  productrices et producteurs membres répartis dans 14 sections et 5 sous-sections ou villages  de la région. Spécialisée dans l’agriculture vivrière (Banane, maraîchers, maïs, etc.) et de rentes (Café cacao, Noix de cajou, etc.), la coopérative travaille en lien avec l’ensemble de ses membres pour offrir des produits agricoles locaux de qualité.  
En remobilisant les producteurs et productrices autour d’activités agricoles et de projets socioéconomiques, les membres de la COVIMA s’engagent collectivement à répondre aux besoins des populations pauvres vivant dans les zones rurales de la région de la Marahoué en Côte d’Ivoire où se développe également l'essentiel des activités de la coopérative (production et actions sociales). 

## Activités
Dotée d’une base juridique solide, les activités de la COVIMA n'ont cessé de progresser. En 2021, les activités de la coopérative s'organisent en plusieurs branches : 

### Activités agricoles
L'essentiel des activités de la COVIMA s'articulent autour de la production, la transformation et la commercialisation de produits agricoles notamment dans les filières vivrières, Café cacao et noix de cajou.

#### Vivriers

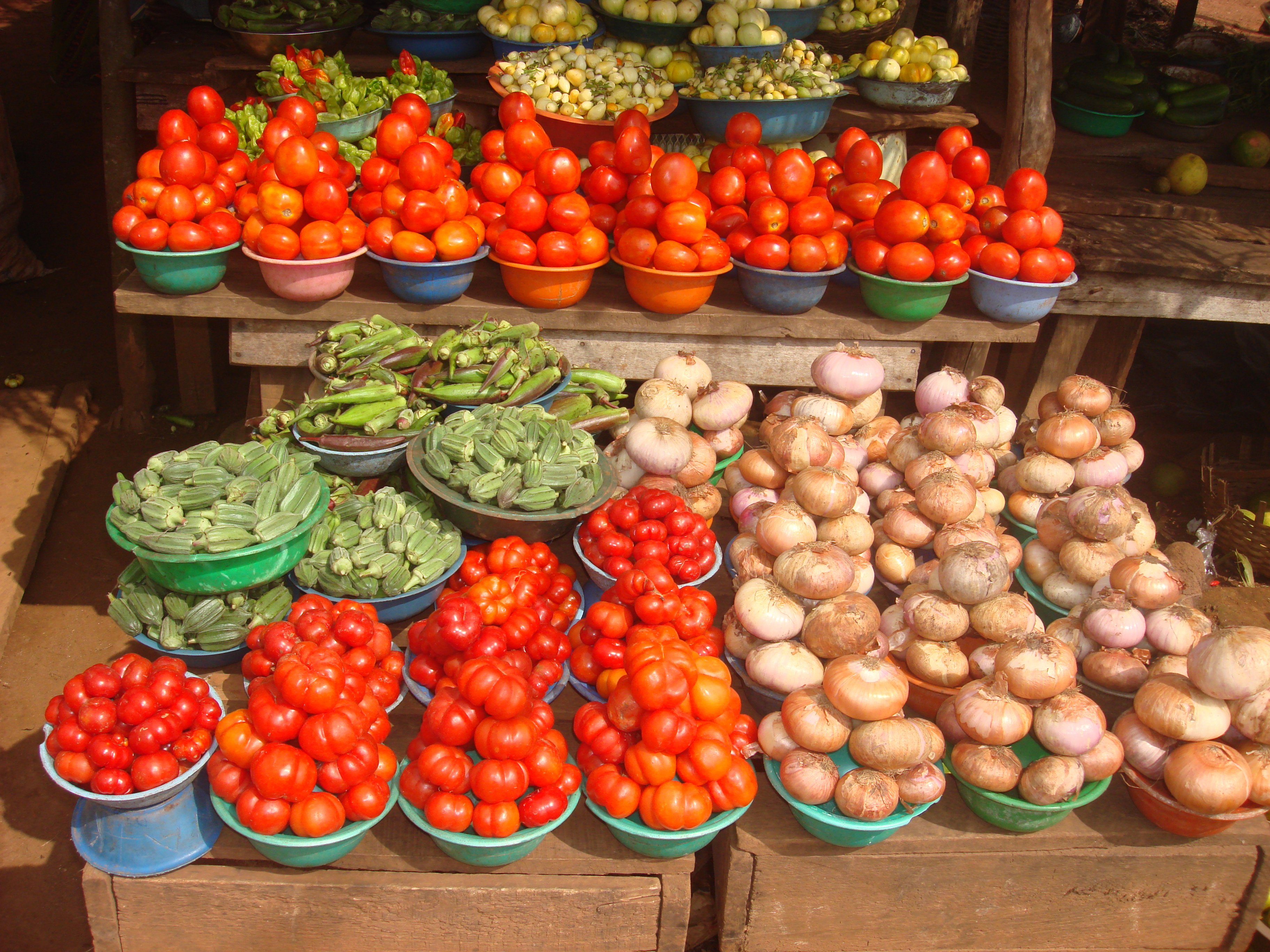

La filière vivrière de la COVIMA comprend le riz, le maïs, la banane, des tomates, des aubergines, du piment et du gombo cultivés sur plus de 20 hectares de terre dans la région de la Marahoué.

#### Café-Cacao

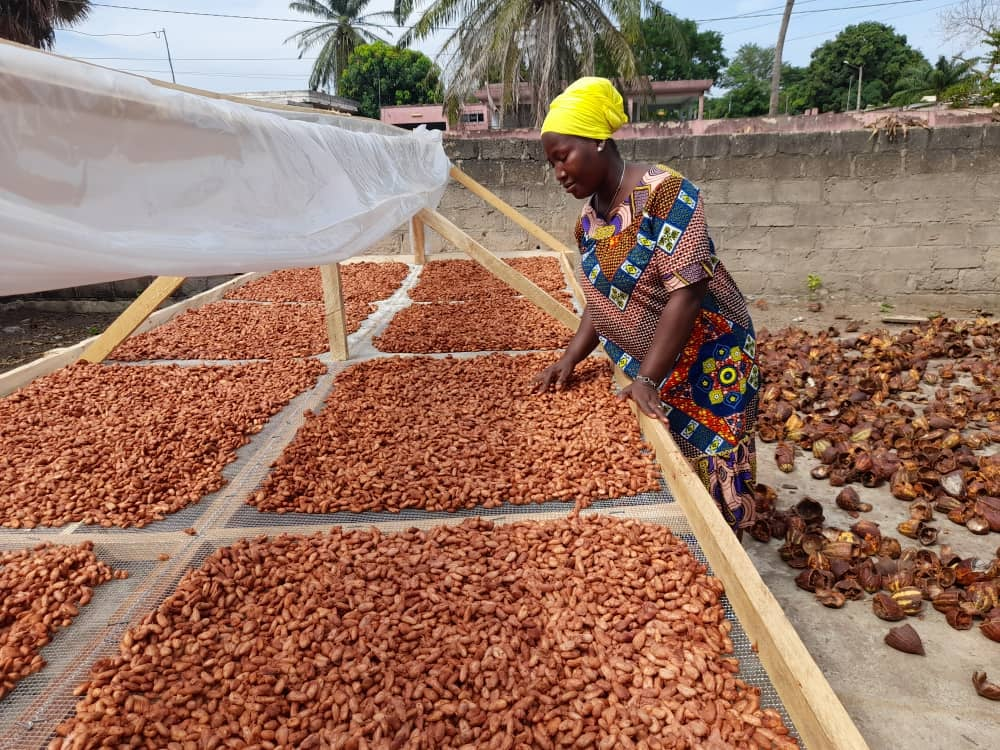
Le cacao certifié de la COVIMA en cours de séchage

En s'appuyant sur le dynamisme et à l'organisation de ses productrices et producteurs membres, la coopérative produit, collecte et commercialise ses fèves de cacao certifiées UTZ auprès d'exportateurs comme Cargill, Cocoanet, ETG-CI (Export Trading Group - Côte d'Ivoire), etc. La Côte d'Ivoire étant le premier producteur mondial de fèves de cacao, la coopérative participe à son échelle, à la réalisation de cette quantité nationale, en produisant, collectant et commercialisant ses propres fèves auprès de ses exportateurs.

##### La certification UTZ
La covima s'est engagée depuis 2015 dans le programme de certification UTZ. Cette certification représente la principale norme évaluant la performance et la capacité des entreprises agricoles à produire et à commercialiser des fèves de cacao de qualité.  
Commandité par le Conseil café cacao de Côte d'Ivoire, la certification  à la COVIMA vient appuyer son engagement et ses capacités de production, de transformation et de commercialisation de produits agricoles de qualité pour le bien-être de ses communautés locales (majoritairement rurale) de la Marahoué, Côte d'Ivoire.
Depuis 2017, la filière cacao représente 85% des activités de la coopérative. Elle a commercialisé pour la campagne 2020-2021,  503 188 Tonnes de fèves de cacao certifié,  soit près de 500 millions de francs CFA.

#### Noix de cajou
La coopérative gère un dispositif de collecte, de séchage et de commercialisation de noix de cajou produites dans l'ensemble de ses sections. Pour la campagne 2020-2021 la coopérative a commercialisé 159 029 tonnes de noix brutes soit près de 50 millions de francs CFA.
Pour rappel, la Côte d'Ivoire est deuxième exportateur de noix de cajou brutes derrière le Vietnam

#### Machinisme et matériels agricoles roulants
La COVIMA dispose d'un parc diversifié de véhicules agricoles dont un tracteur pour la production agricole et des engins utilitaires opérationnels (tricycles, camion fourgon de 3 à 5 tonnes, etc.) qui offrent des services de collecte, d'approvisionnement et de distribution de produits agricoles et autres marchandises diverses dans l'ensemble de la région.  

### Activités agroalimentaires

#### Élevage

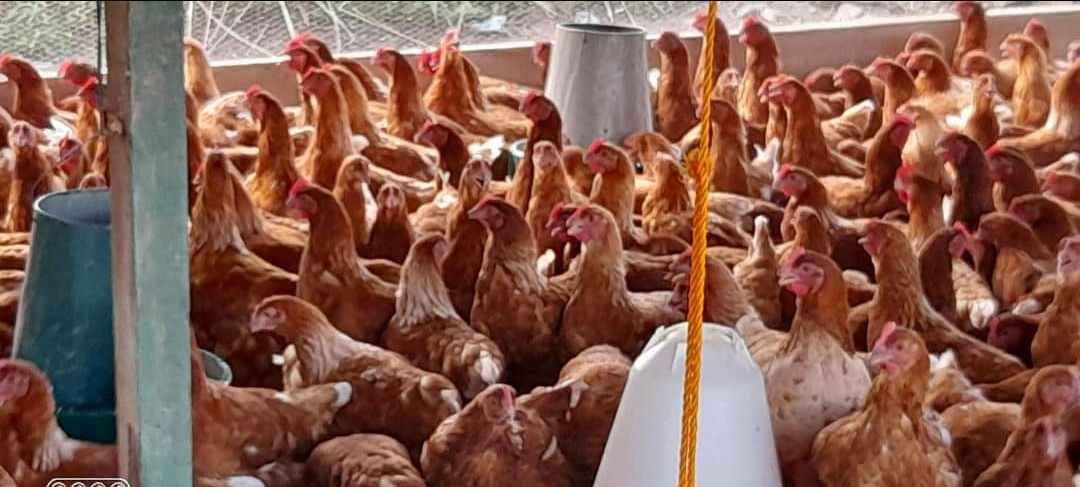
Poulets fermiers de la COVIMA en 2021

Une ferme  de volaille dotée d’une capacité de 1500 pondeuses et de 1500 coquelets est détenue par la coopérative. Cette ferme est spécialisée dans la commercialisation de volaille et d'œufs frais. Une autre ferme spécialisée dans l'élevage porcine permet à la coopérative de développer sa branche porcine.

#### Transformation locale de produits agricoles[6]
Depuis 2021, dans le cadre d’un partenariat avec ETG-CI (Export Trading Group - Côte d'Ivoire), la coopérative a fièrement mis en place une usine transformation locale de fèves de cacao et de noix de cajou avec ses marques : Marachoco (pour le chocolat) et Maracajou (pour les amendes de cajou). 
Actuellement 1% de la production locale de la coopérative est broyée et commercialisée localement auprès de ménages, de distributeurs de petites et grandes surfaces de proximité ainsi qu'aux partenaires commerciaux à l'échelle nationale et internationale.

#### Boissons

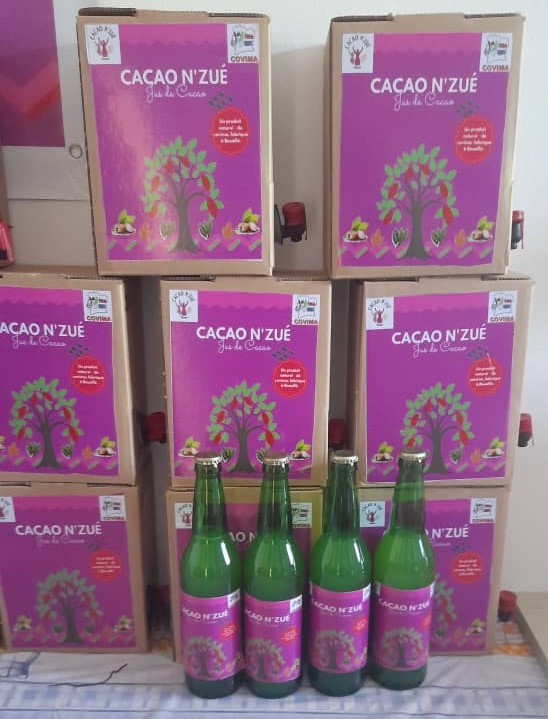
Jus de cacao de la COVIMA en 2021

Cette branche se charge de produire et de commercialiser la boisson non alcoolisée à base de jus de cacao. Cette transformation est valorisée à travers la marque Cacao N’zué (du jus du cacao) made in Bouaflé.

### Actions sociales et solidaires
Parallèlement à ces activités économiques, la coopérative est engagée dans une panoplie d’actions sociales, communautaires et de développement (Services financiers adaptés, construction d’infrastructures, distribution de kits agricoles, etc.) en faveur des populations du monde rural de la Marahoué. Ces actions constituent pour la COVIMA, une manière de mettre en application les principes coopératifs dont l’objectif majeur est la solidarité entre les membres. Ainsi, en lien avec ses partenaires sociaux,, plusieurs initiatives sont mises en œuvre tant en soutien aux productrices et producteurs de la coopérative en situation de vie difficiles qu'en faveur des communautés locales (rural et  urbain)  : 
- Des dons en soutien à ses paysans qui arrivent difficilement à scolariser leurs enfants. Ce dispositif incitatif est un moyen de rendre réalisable « La politique de l'école obligatoire » prônée par le gouvernement ivoirien et de lutter contre le travail des enfants dans les plantations. Dans ce cadre, la coopérative accorde des prêts ainsi que des kits scolaires[9] aux producteurs ainsi qu'à leurs enfants.

- Des séries de distribution de matériels agricoles à ses producteurs : Cet ensemble de matériels composé de Bottes, Pulvérisateurs, Produits Phytosanitaires, Engrais, Dabas, Machettes, Arrosoirs, Atomiseurs, etc., est un appui aux producteurs afin d’optimiser leurs rendements.

- Des dispositifs d'épargne et de crédits mis en place à travers des Associations Villageoises d’Épargne et de crédit (AVEC) pour permettre aux membres de diversifier leurs sources de revenus afin de s'assumer en cas d'aléas climatiques ou d'imprévus sociaux : maladies, décès, funérailles, etc.

La mise en place de l'ensemble de ces dispositifs socioéconomiques visent à accroitre la capacité de production des membres et leur permettre par conséquent de répondre à leurs besoins sociaux

## Gouvernance
L'organisation de la gouvernance à la COVIMA est basée sur différentes composantes. Cette gouvernance implique la concertation de tous les acteurs engagés dans l'organisation de la vie de la coopérative.
- Le Conseil d'Administration : Présidé par Mme N’GORAN, le CA composé de 5 membres. Il est chargé de définir les grandes orientations et le projet politique de la coopérative. En soutien à l'équipe de gestion, la Présidente du Conseil d'Administration accompagne de façon permanente l'équipe de Gestion dans la recherche de partenariat (techniques, commerciaux, financier, etc.) et toutes opportunités en faveur du développement des activités de la coopérative.
- Le conseil de surveillance
- L'équipe de Gestion : Le pôle est composé d'une équipe de 10 salariés engagés dans la gestion des activités socioéconomique de la coopérative. L'équipe s'implique particulièrement dans plusieurs activités de gestion : administrative, comptable, le stock de marchandise, visite des sections, organisation administrative des membres, etc.
- Le Commissaire aux comptes

Au siège social, situé à Bouaflé, dans la région de la Marahoué, sont regroupés tous les services supports liés à la gestion de la coopérative. Les sections rurales de la COVIMA, au nombre de 48, sont organisées respectivement par des présidentes de section résidentes.
| Composantes                   | Actions                                                                          | Représentation actuelle                | Date d'entrée | Nombre                                                                  |
| ----------------------------- | -------------------------------------------------------------------------------- | -------------------------------------- | ------------- | ----------------------------------------------------------------------- |
| Conseil d'Administration      | Définir le projet politique et les axes d'orientationde la coopérative           | PCA: Mme N'GORAN, née BROU Oussou      | 2005          | 5                                                                       |
| Conseil de surveillance       | Contrôle la bonne gestion de la coopérative                                      | -                                      | 2005          | 3                                                                       |
| Equipe de gestion et salariés | Exécute et met en œuvre les orientations du CA.                                  | Directrice: Mlle N'GORAN Amoin Chantal | 2011          | 15                                                                      |
| Commissaire au compte         | Vérifie la sincérité et la conformité des données financières de la coopérative. | -                                      | 2005          | 1                                                                       |
| Membres                       | Engagés dans le développement des activités de la coopérative.                   | -                                      | 2005          | 2776 soit 98% de femmes dans 14 sections et 5 sous-sections ou villages |

## Données financières
Chiffre d’affaires publié (en million de francs CFA X0)
Graphique
Le graphique qui aurait dû être présenté ici ne peut pas être affiché car il utilise l'ancienne extension Graph, désactivée pour des questions de sécurité. Des indications pour créer un nouveau graphique avec la nouvelle extension Chart sont disponibles ici.

Résultats et bilan d'activités communiqués par la société coopérative COVIMA.
En 2020, le chiffre d'affaires de la coopérative a progressé d'environ 15 % par rapport à l'année précédente pour atteindre 637 098 251 millions de francs CFA. La filière cacao représente 85% devant la filière Cajou 10 % et Vivrière 4 %. 
La croissance des  résultats financiers de la coopérative permet à cette dernière de renforcer et dynamiser ses actions sociales à l'échelle de son territoire. Ainsi, la diversité de ses actions locales s'inscrit dans les enjeux d’inclusion et d’insertion sociale afin de lutter efficacement contre la pauvreté. Les actions  de la COVIMA ont essentiellement pour objectif d'augmenter la production de produits agricoles (vivriers notamment) et de contribuer à la sécurité de l'approvisionnement des villes, d'augmenter les revenus ruraux afin de réduire la pauvreté et de prévenir l'exode rural, et de rechercher des financements pour ses activités en faveur de l'autonomisation des femmes,. La COVIMA est, par ailleurs, Membre du Secrétariat d'État ivoirien Chargé de l'Autonomie de la Femme (SECAF).  